# Gmina Sveta Ana
Sveta Ana – gmina w Słowenii. W 2002 roku liczyła 2282 mieszkańców.

## Miejscowości
Miejscowości wchodzące w skład gminy Sveta Ana:
- Dražen Vrh,
- Froleh,
- Kremberk,
- Krivi Vrh,
- Ledinek,
- Rožengrunt,
- Sveta Ana v Slovenskih Goricah – siedziba gminy,
- Zgornja Bačkova,
- Zgornja Ročica,
- Zgornja Ščavnica,
- Žice.